# Pesmi otroške
Pesmi otroške (COBISS) je zbirka slovenskih ljudskih pesmi, ki jih je zbral in izdal Karel Štrekelj. Knjiga je izšla pri Slovenski matici v Ljubljani leta 1895 v zbirki Slovenske narodne pesmi.

## Vsebina
V tem delu so vključene otroške pesmi z različnimi tematikami. Verska tematika se pojavlja v obliki pobožnih pesmi, šalah ter molitvah. Za tem so na vrsti vprašalne pesmi in njim sorodne ter pesmi o mnogoletnih službah in prislužkih. Nato se zvrstijo posmehljive in zabavljive o raznih osebah znanih le v določenih krajih ali vezana na različna imena. Sem so uvrščene otroške zabavljice o raznih krajih in deželanih, pesmi o narobe svetu, pastirske šale in o tem kaj se dogaja na pašnikih. Potem pridejo pesmi, ki pojejo o raznem vremenu in take, ki jih pojo ali pripovedujejo starši otrokom in nato seveda tudi otroci med sabo. Ti nam dalje pripovedujejo kakšne so njihove prehrambene navade. V pesmi lahko vidimo, na kakšen način se otroci med sabo osrečujejo in kako zavračajo nekoga, ki jim kaj reče ali jih okrega. Pesmi kažejo odnos do živali. Tu so tudi pesmi, v katerih otroci posnemajo zvoke raznega orodja. Nato so uvrščene otroške igre, ki so v zvezi z besedilom v verzih. Najprej so tu izštevanke, s katerimi se igre pričenjajo, na koncu pa je še nekaj ugank. V dodatku je še nekaj uspavank, katerih je v slovenski ljudski poeziji presenetljivo malo.